# Parco di divertimento

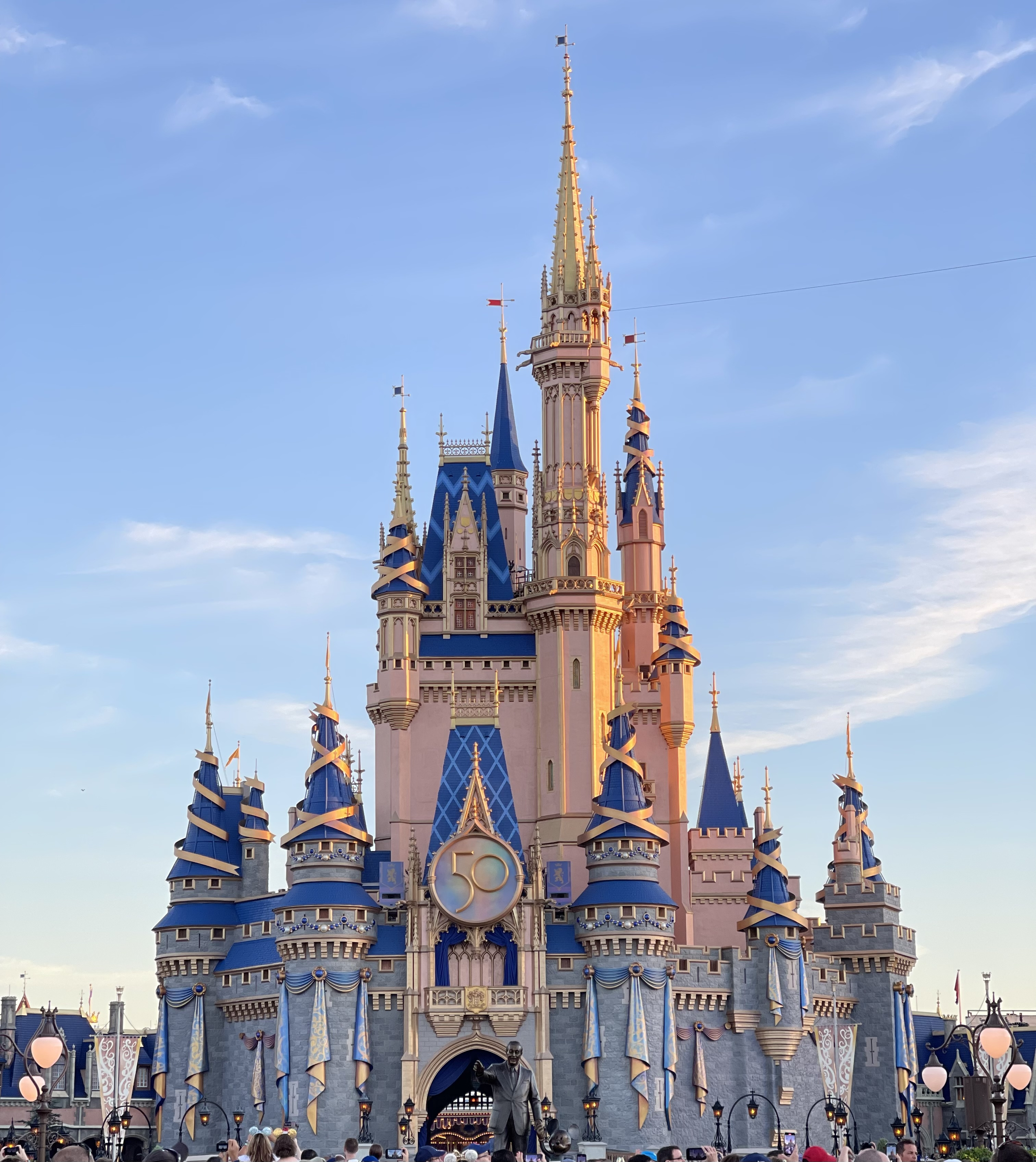
Il Castello di Cenerentola, al Magic Kingdom di Walt Disney World in Florida

Un parco di divertimento (o parco dei divertimenti) è un'area attrezzata, in genere con ingresso a pagamento, in cui una persona può usufruire di attrazioni e spettacoli. Solitamente si tratta di strutture create e gestite da aziende private.

## Storia
Antesignano di tutti i parchi di divertimento può considerarsi il parco di "Villa Favorita" a Resina (oggi Ercolano). Lo volle Leopoldo di Borbone, secondogenito di Ferdinando IV, nelle cui disponibilità era la Villa. Il giardino, insieme ai giochi e alle sue architetture, fu costruito per il diletto della nobiltà borbonica. Nei giorni festivi la Villa era aperta anche al popolo. I modellini delle giostre sono ancora visibili e ben conservati nella Reggia di Caserta.

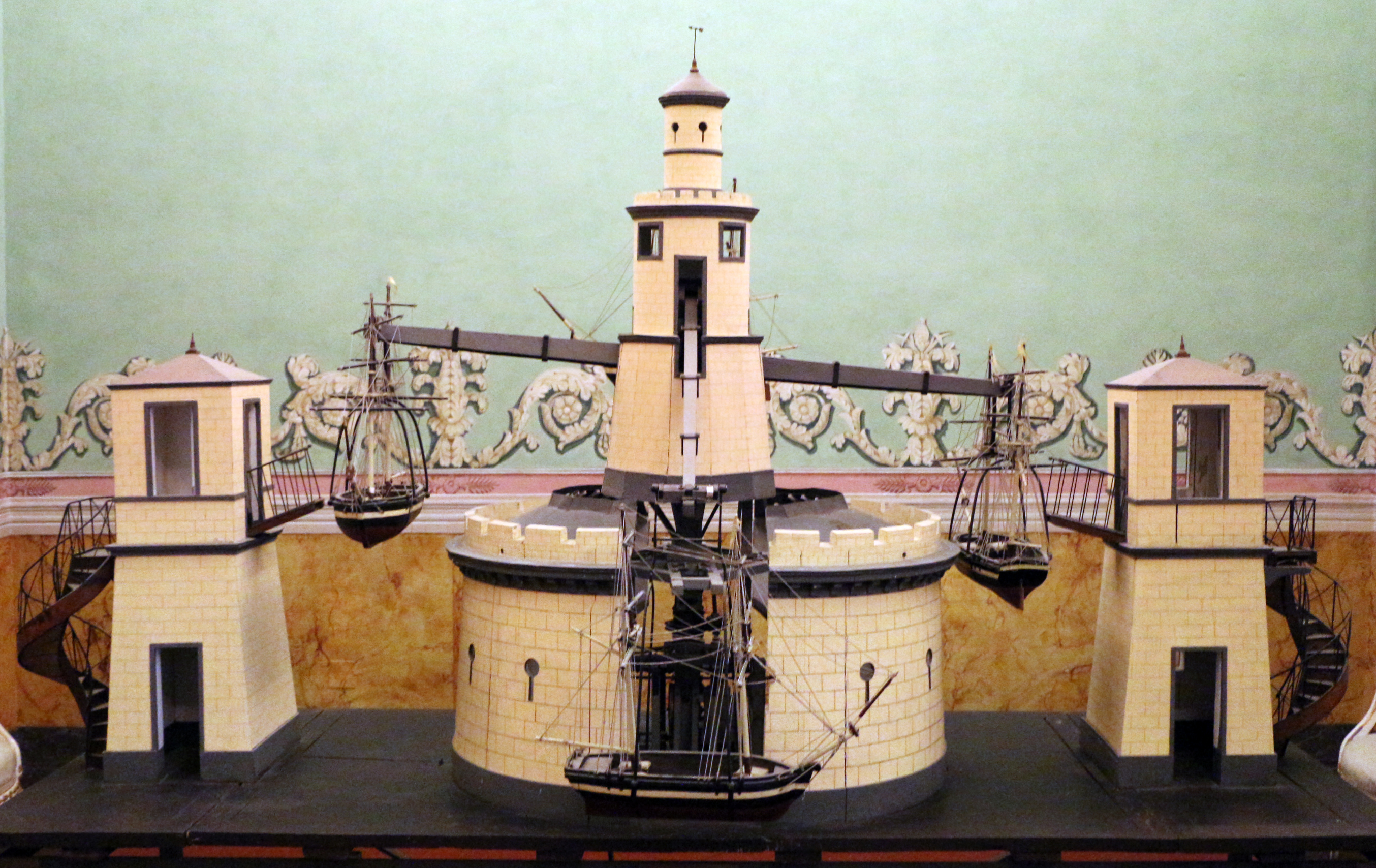
Il modellino della Villa Favorita

Il concetto di parco di divertimento come oggi viene inteso nasce essenzialmente negli Stati Uniti con Disneyland negli anni Cinquanta. A differenza del luna park, che può essere definito come un'area con ingresso libero dove vengono esibite attrazioni meccaniche eventualmente anche smontabili e trasportabili (nel caso di luna park itinerante), il parco divertimenti ha come idea di base la realizzazione di un mondo o di una città fantastica, dove il visitatore può estraniarsi dalla realtà.
L'idea vincente del parco divertimenti infatti non risiede nelle singole attrazioni presenti al suo interno, bensì nella ricreazione di un luogo immaginario, con strade e vie principali, negozi, ristoranti e mezzi di trasporto. Prima di Disneyland strutture simili erano assenti. Per esempio, nel luna park di Coney Island a New York già all'inizio del XX secolo si potevano provare impressionanti attrazioni non molto differenti, come principio meccanico, da quelle di oggi (piani inclinati, giri della morte, barche che scendono bagnando gli occupanti, ecc.), ma esse erano semplici celebrazioni delle leggi fisiche e non ricreavano quel mondo fantastico che caratterizza invece un parco tematico.

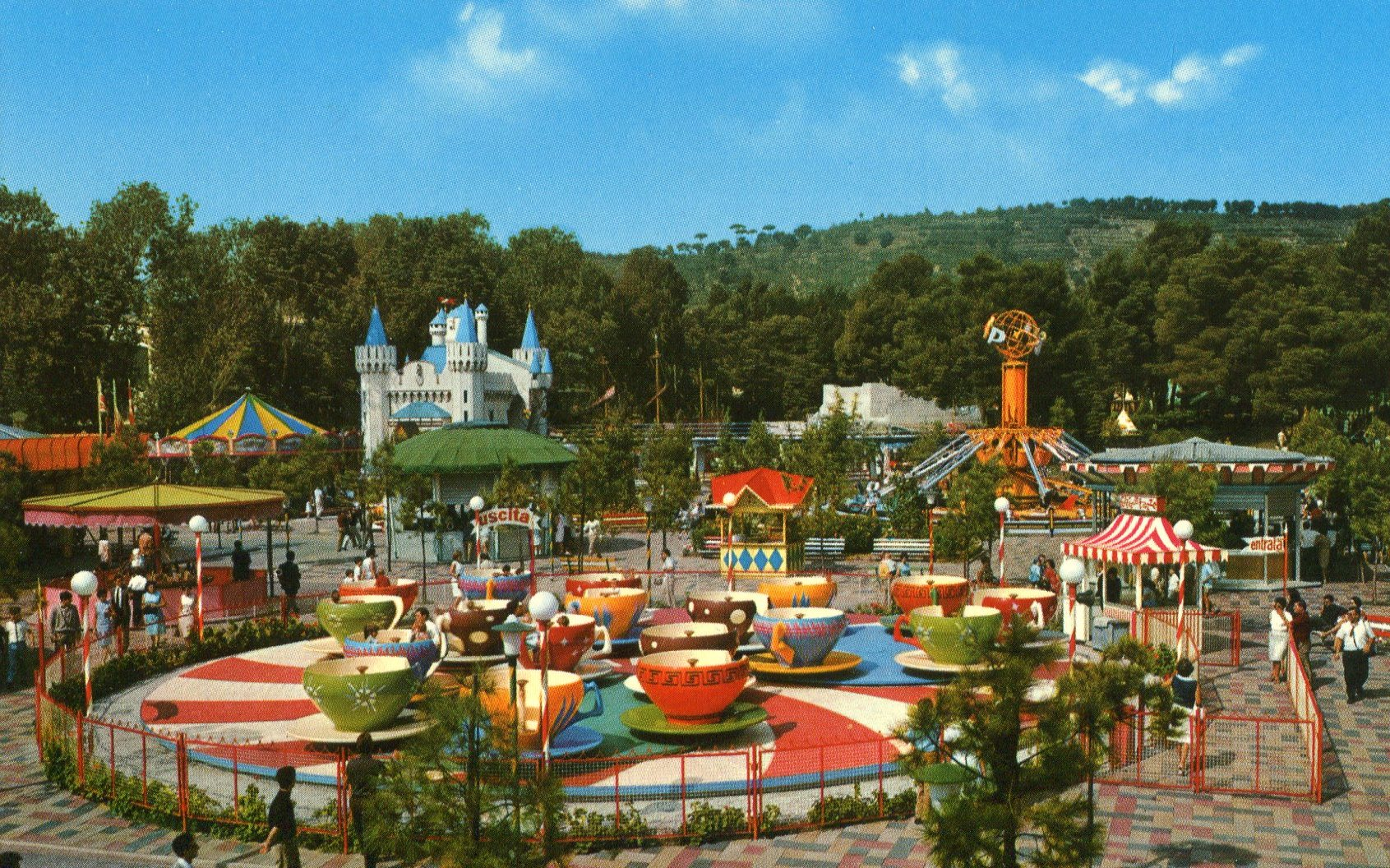
"'Edenlandia", il primo parco tematico in Italia

Allo stesso tempo, una volta affermato e imitato il modello di Disneyland, a cui segue nel 1971 l'inaugurazione in Florida del secondo parco Disney (l'attuale Walt Disney World Resort), negli Stati Uniti si crea una forte controtendenza alla realizzazione di mondi fantastici fittizi. Si intuisce infatti che il parco divertimenti non ha come potenziali fruitori solo bambini e famiglie, ma anche adolescenti e adulti desiderosi di provare emozioni forti. Negli anni Settanta, quindi, si affermano i primi grandi parchi di matrice non disneyana: nascono catene come Six Flags e Cedar Fair, con attrazioni essenzialmente meccaniche e concepite per un pubblico più adulto. I parchi di Cedar Point nell'Ohio e di Six Flags Magic Mountain a Los Angeles iniziano proprio in questo periodo a costruire, anno dopo anno, montagne russe sempre più alte e maestose, lanciandosi di fatto una vera e propria sfida al record dell'attrazione più emozionante. Nel 1976, ad esempio, il parco di Cedar Point inaugura la prima montagna russa stabile con "giro della morte" ("loop") di grandi dimensioni. Come risposta, nel 1978 il Six Flags Magic Mountain installa una grandissima montagna russa in legno con doppio binario.

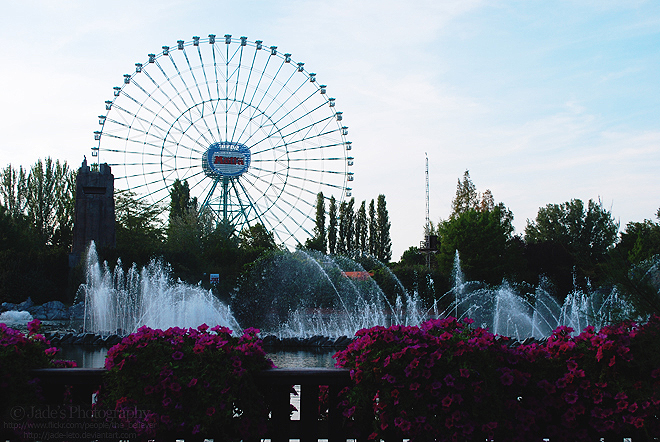
L'Eurowheel, la seconda ruota panoramica più alta d'Europa dopo il London Eye, situata nel parco di Mirabilandia a Ravenna.

In Europa la situazione è diversa. Alcune strutture talvolta sono più antiche di Disneyland, come l'olandese Efteling (1952), ma dovranno passare anni prima che assumano la forma di veri e propri parchi divertimento. Inoltre, in Europa, dove le attrazioni turistiche sono prevalentemente artistiche e culturali, il concetto di parco tematico tarderà a sorgere, mentre continuerà a prevalere quello di luna park stabile o itinerante: il famoso Prater di Vienna è il più antico d'Europa.

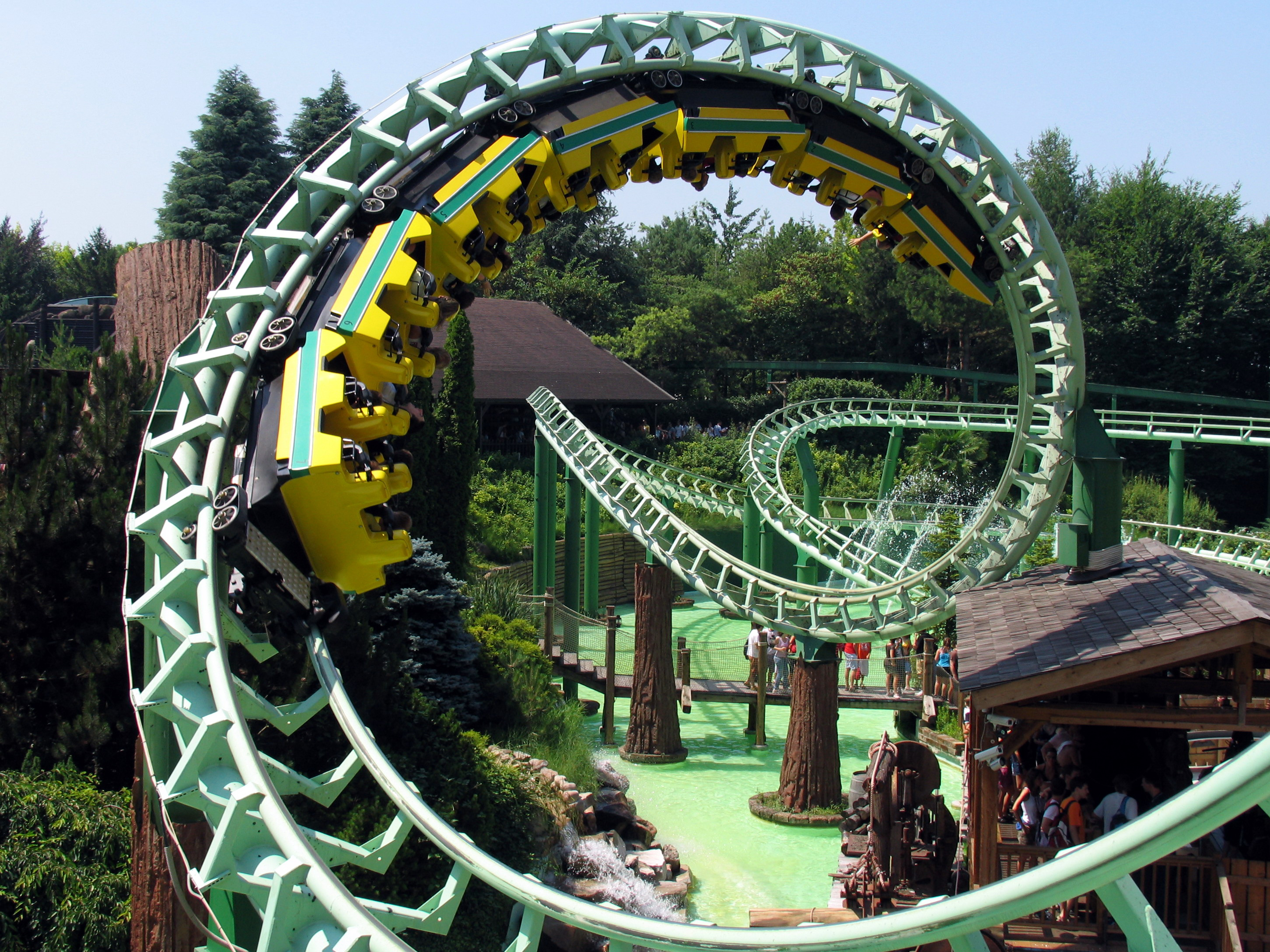
Magic Mountain (1984) a Gardaland, prima grande montagna russa installata in Italia

Ad ogni modo il parco divertimenti europeo nasce concepito per l'infanzia. Non a caso le prime strutture italiane nate su modello di Disneyland, ossia Edenlandia a Napoli (primo parco dei divertimenti italiano, 1964), Fiabilandia a Rimini (1965) e il Cavallino Matto a Marina di Castagneto Carducci in provincia di Livorno (1967) presentano attrazioni esclusivamente per bambini. Bisognerà attendere gli anni Settanta per vedere sorgere anche in Europa, grazie anche al boom del turismo di massa, le prime strutture pensate per una fascia di età più ampia. In Italia Gardaland (1975), in Germania Europa Park (1975) e in Inghilterra Alton Towers sono gli esempi più significativi.
In Europa è comunque nella seconda metà degli anni Ottanta che le strutture di questo tipo riscuotono enorme successo, costringendo le singole realtà a espandersi e ad aggiungere nuove attrazioni. In Francia nel 1989 vede la luce il parco tematico Parc Astérix dedicato al mondo del fumetto omonimo.
Dopo l'invenzione statunitense nel 1976 dell'acquascivolo, negli anni Ottanta appare un'altra fortunatissima tipologia di strutture ideate per il divertimento: il parco acquatico. Generalmente è molto meno esteso rispetto a un parco tematico e, cosa non secondaria, ha spese di realizzazione e gestione nettamente inferiori a quelle di un parco divertimenti tematico-meccanico. In Italia si inizia con l'Aqua Paradise di Canevaworld a Lazise sul Lago di Garda, seguono l'Aquasplash di Lignano Sabbiadoro (1985), l'Aquafan di Riccione nel 1987, l'Aquapark di Zambrone e Aqualandia di Jesolo nel 1989, Castellana Park a Ragusa (il primo del genere in Sicilia) nel 1991. Mentre l'Aqua Paradise (all'origine "Caneva Sport", poi "Mondo di Caneva") nasce come trasformazione di un centro sportivo e balneare al quale vengono aggiunti gli acquascivoli, il primato italiano di un parco acquatico progettato come tale spetta al lignanese Aquasplash; ancor prima della nascita dei parchi veri e propri, nei primi anni Ottanta fecero la loro comparsa degli acquascivoli allestiti in riva al mare nella località veneta di Bibione e in quella friulana di Grado ("Aquarama").
Negli anni Novanta l'Europa è ormai matura per ospitare le prime strutture destinate a grandi quantità di visitatori. La più importante a livello europeo è senz'altro Disneyland Paris inaugurato alla periferia di Parigi nel 1992. In Italia è Mirabilandia inaugurato nel 1992, di fatto primo parco divertimenti italiano concepito già di grandi dimensioni. Un altro in Europa è PortAventura Park sulla Costa Daurada in Spagna, 1995.

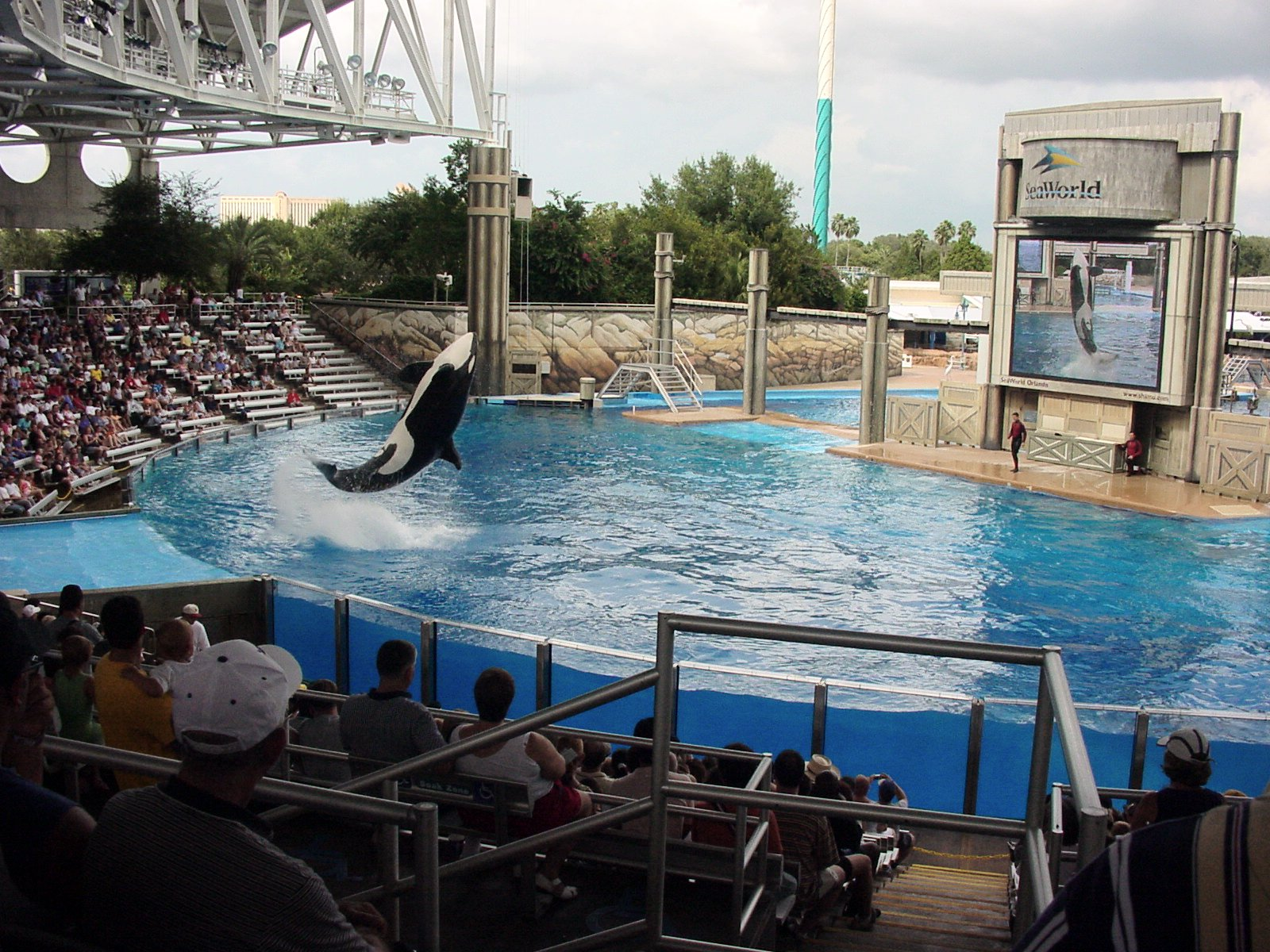
Il SeaWorld di Orlando - lo spettacolo con le orche

Dopo l'avvento di Disneyland Paris tutte le piccole realtà europee partite essenzialmente da una gestione di stampo familiare iniziano a perfezionarsi e a realizzare attrazioni sempre più spettacolari. Si instaura tra i parchi europei una corsa all'attrazione più bella ed emozionante: la concorrenza non si gioca più all'interno dei confini nazionali (per esempio, cercando di diventare il miglior parco italiano), bensì su tutto il territorio europeo, perciò lo standard qualitativo del parco Disney viene sfidato e non più preso come modello.
Attualmente dei parchi europei di matrice non disneyana che hanno raggiunto livelli tali da essere considerati meta turistica nazionale vanno sicuramente menzionati Europa Park (Germania), Gardaland (Italia) e PortAventura Park (Spagna).
Negli anni 2000 in Europa si afferma anche un tipo di parco prima assente: il parco marino ludico-didattico. Nato anch'esso negli Stati Uniti negli anni Sessanta con il Sea World di San Diego (poi realizzato anche in Florida e in Texas), si distingue per un'impronta più didattica, anche se in quelli americani nel tempo sono stati costruiti acquascivoli e montagne russe. Questi parco, di dimensioni spesso medio-piccole (a parte quello grande ad Orlando, in Florida), dispongono di delfinari e arene in cui si svolgono spettacoli con orche, delfini e otarie. Nati con lo scopo di promuovere presso gli ospiti (soprattutto giovanissimi) l'amore e il rispetto per il mare e i suoi abitanti, sono tuttavia fortemente contestati dalle associazioni animaliste, che riconoscono in loro principalmente uno strumento di sfruttamento degli animali (come accade nei circhi e negli zoo). Attualmente in Italia esistono due strutture del genere: Oltremare a Riccione e Zoomarine a Torvaianica (Roma); ambedue non ospitano orche e quindi non allestiscono spettacoli con i cetacei, che altrove costituiscono l'attrazione principale.
La spettacolarità della vita marina viene esibita anche da altre strutture che non fanno spettacoli con animali, ossia gli acquari: diffusisi in tutto il globo in larga misura a partire dagli anni '90 (spesso come lasciti di esposizioni universali o internazionali), assumono oggi il nome di parco marino sebbene si tratti di strutture prevalentemente al chiuso e allestite in volumi ben definiti. Molti di essi sono anche centri di ricerca e di tutela della flora e fauna marine. Il principale in Italia è l'Acquario di Genova inaugurato nel 1992; altra notevole struttura che si trova sulla costa adriatica è il parco Le Navi di Cattolica, nato anche grazie al recupero di edifici-colonia dismessi; nel 2008 si affianca il Sea Life presso il parco divertimenti Gardaland, che si distingue per le dettagliate scenografie che contornano le sale espositive.

## Evoluzione del tipo di attrazioni delle strutture europee

Il Castello della Bella Addormentata (1955) a Disneyland

Le primordiali strutture europee, che cercavano di assomigliare seppur in scala ridotta a quelle americane, presentavano tra le attrazioni anche molte giostre da luna park. In effetti, in Europa il concetto di parco divertimento prima e di parco tematico poi farà molta fatica ad affermarsi: grandi strutture di stampo classico (come Disneyland) necessitano innanzitutto di importanti varianti ai piani regolatori, poiché nel vecchio continente non si ha la stessa disponibilità di grandi aree da destinare completamente allo svago come negli USA (soprattutto se collocate in grandi bacini di utenza turistica). Se si aggiunge la notevole componente imprenditoriale ed economica necessaria a finanziare gli enormi investimenti, non stupisce che fino a tutti gli anni Ottanta i parchi divertimento europei potevano considerarsi dei luna park meglio tenuti e meglio scenografati di quelli tradizionali. 
Anche se proprio negli anni Ottanta arrivavano in Europa le prime grandi dark ride dal forte impatto scenografico, ci sono voluti anni prima che la clientela europea iniziasse a considerare il parco divertimento non più come un enorme luna park dove trascorrere un pomeriggio ma una meta turistica a sé. Fino alla metà degli anni Novanta non era raro trovare in strutture come Europa Park, Gardaland ed Alton Towers giostre normalmente presenti all'Oktoberfest o nei grandi luna park stabili, quelle chiamate in gergo tecnico Thrill Rides, le quali, oltre ad essere prodotte prevalentemente in Europa (tra le case di maggior prestigio la Huss e Zamperla), hanno l'enorme vantaggio di un minor costo e tempi di installazione velocissimi (raramente occorrono più di due giorni).

Contrariamente a quello che si potrebbe immaginare, è questa la categoria di giostre ritenuta più responsabile nel provocare talvolta il senso di nausea, e non le montagne russe, dove gli ospiti non sono sottoposti a moti rotazionali (il pensiero comune, soprattutto italiano, per moltissimo tempo le aveva associate alla nausea e malori affini). Da precisare che in Europa le grandi montagne russe, caratterizzate dalle ampie parabole e larghe curvature (in genere della ditta Vekoma), sono sorte solo negli anni Ottanta, mentre negli Stati Uniti già ad inizio degli anni Ottanta parchi come Cedar Point e Six Flags Magic Mountain disponevano di un campionario di montagne russe composto almeno da 7/8 strutture. Anche nei parchi Disneyland già negli anni Settanta era possibile provare almeno due montagne russe diverse (in primis Big Thunder Mountain e Space Mountain). In definitiva, in Europa una vera cultura della montagna russa e, per estensione, del parco divertimenti, si è sviluppata tardi: fino agli inizi degli anni Novanta nell'immaginario collettivo degli italiani gli ottovolanti erano quelli del Luneur di Roma (ora chiuso) e del Prater di Vienna, attrazioni che oggi verrebbero considerate dei junior coaster. Questo accadeva nonostante Gardaland da tempo esibisse Magic Mountain.

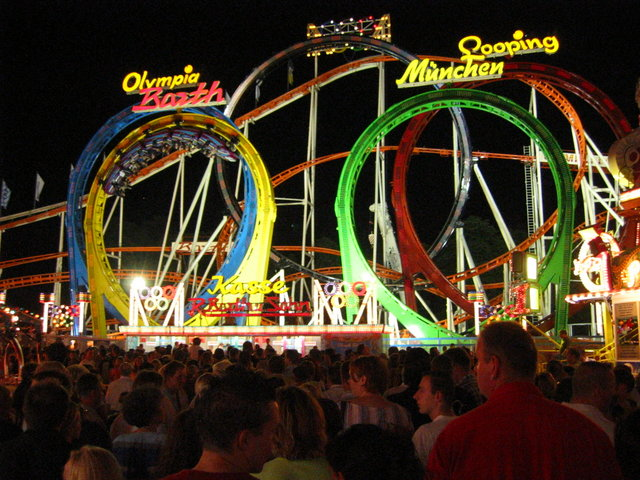
La famosa montagna russa mobile Olympia Looping tradizionalmente presente all'Oktoberfest di Monaco di Baviera - essendo trasportabile, presenta cappi molto stretti

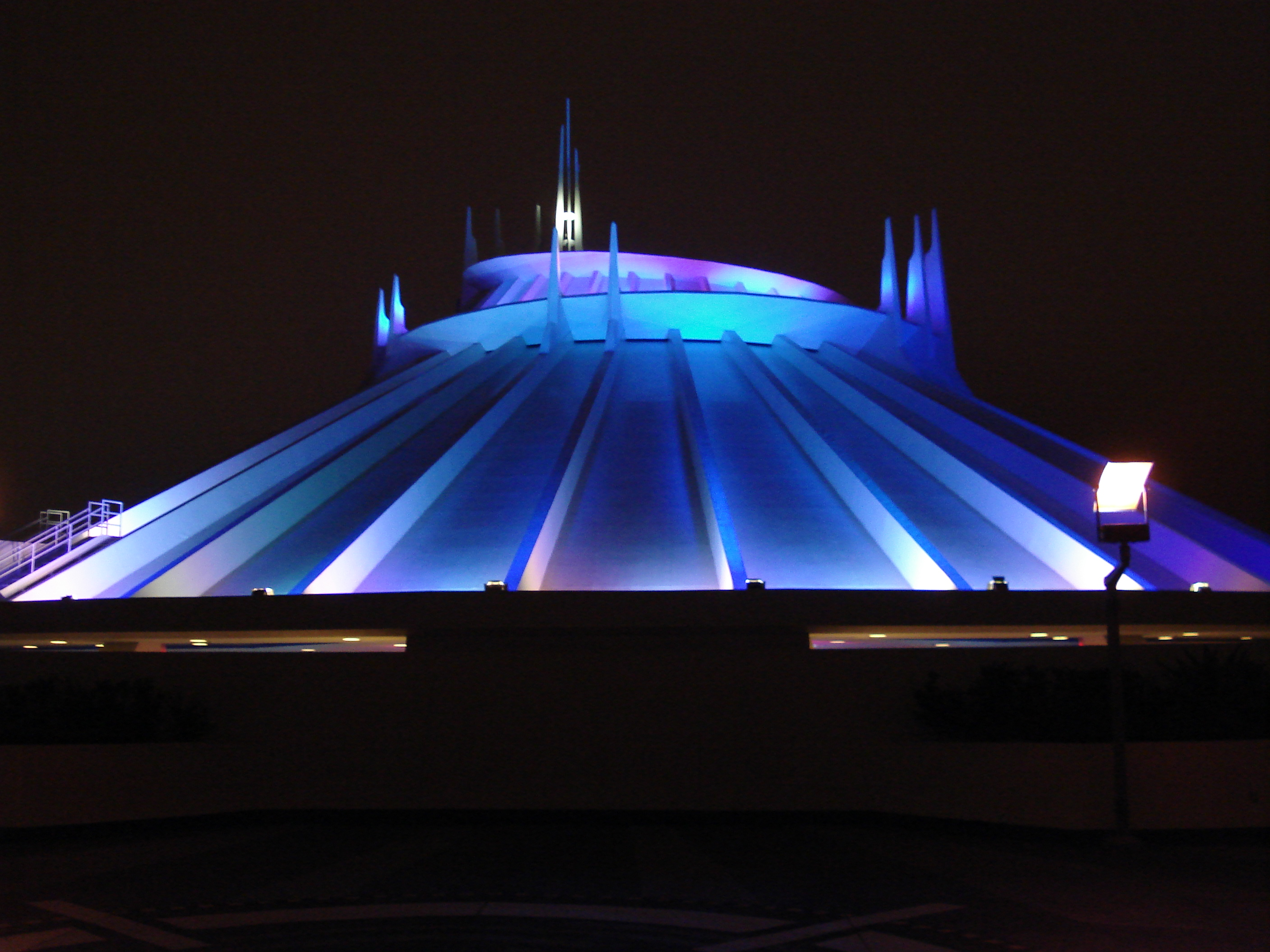
la struttura esterna della montagna russa al chiuso Space Mountain aperta a Disneyland in California nel 1975

In quest'ottica è facile comprendere lo stupore collettivo all'apertura di Mirabilandia nel 1992, quando la montagna russa in legno Sierra Tonante, pur più piccola di quelle americane degli anni Settanta, si rivelò una novità assoluta per l'Italia e una rarità in ambito europeo, e il perché della decisione dei principali parchi europei di installare nuove montagne russe solo negli anni Novanta inoltrati (Gardaland ed Alton Towers rimarranno rispettivamente con i soli Magic Mountain (1985) e Corkscrew (1980) per 14 anni mentre il tedesco Europa Park rimarrà praticamente sprovvisto di montagne russe fino al 1997). 
Questo fatto è rappresentativo del quadro dell'Italia turistica di allora: ad inizio degli anni Novanta non esisteva ancora un vero e proprio turismo dei parchi divertimento e lo stesso Gardaland era solo una tappa giornaliera all'interno di viaggi organizzati da agenzie nella zona del lago di Garda. Chi andava al parco divertimenti, quindi, lo faceva perché si trovava già in zona (caso pure di Cavallino Matto, Fiabilandia e poi di Aquafan e Mirabilandia) o perché abitava a poca distanza. Il luogo comune del senso di nausea potrebbe derivare dal retaggio storico italiano: per moltissimi anni le uniche montagne russe che la gente poteva provare erano quelle dei luna park, caratterizzate da piccoli raggi di curvatura che rafforzavano le sollecitazioni da rotazione.

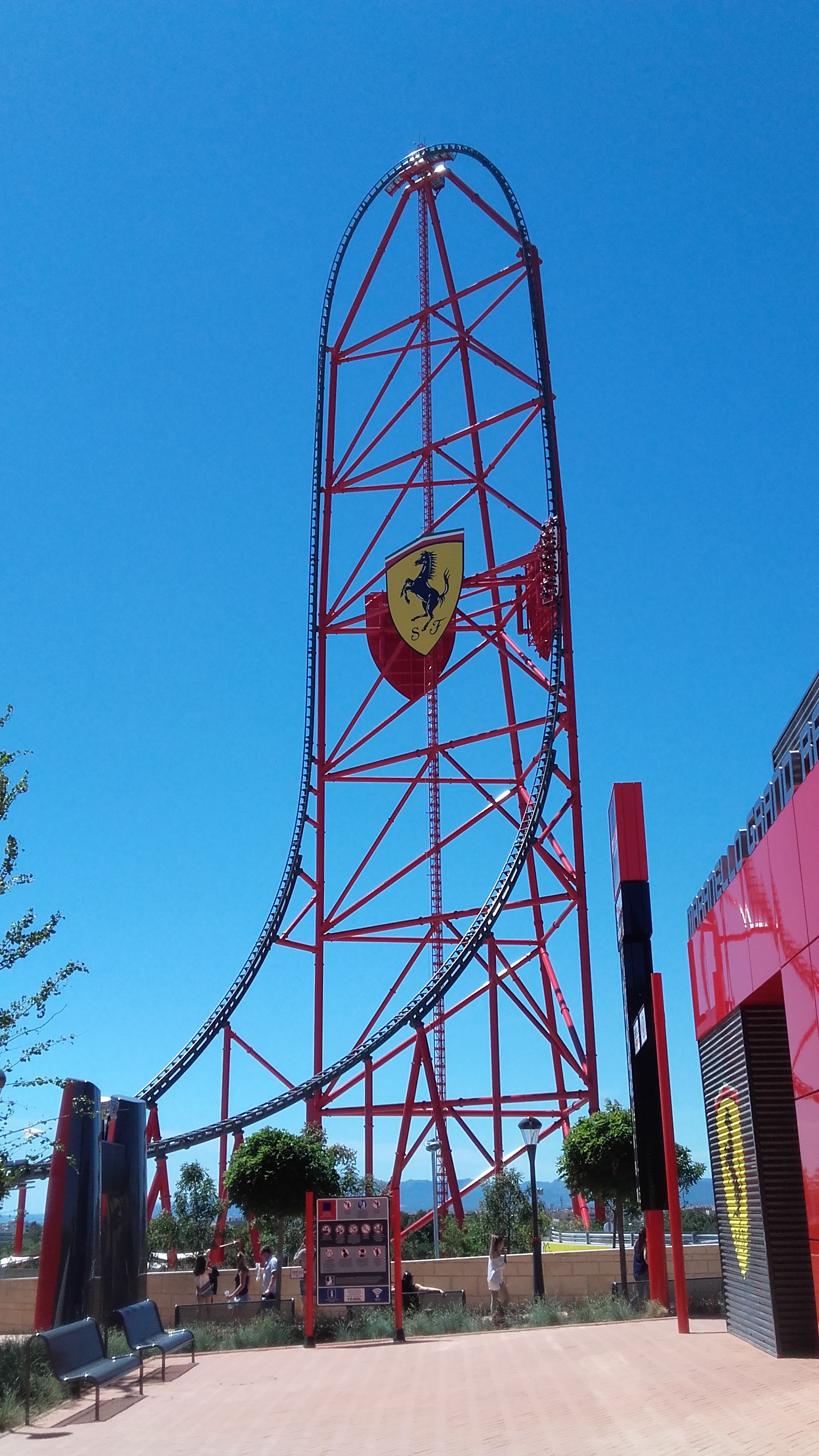
Red Force (2017), nel parco spagnolo Ferrari Land di PortAventura World, a 112 metri di altezza è la più alta montagna russa d'Europa e la quarta più alta nel mondo.

Dato l'enorme successo anche in Europa delle grandi montagne russe, oggi la giostra thrill tende a scomparire dal parco tematico perché gli ospiti vi permangono generalmente l'intera giornata e non qualche ora, e i malori comportano l'insoddisfazione del cliente. Ma dipende dalla nazione: negli USA e in molti parchi tedeschi la "giostra thrill" riscuote ancora largo consenso. In via generale, però, oggi si preferisce investire in attrazioni che possano interessare quanta più gente possibile e di età quanto più eterogenea (come le dark ride ed i percorsi acquatici come Fuga da Atlantide a Gardaland), limitando alle sole montagne russe il settore in cui investire sul fronte delle forti emozioni; del resto, la maestosità delle montagne russe è il simbolo stesso del parco e conferisce "grandezza" al parco divertimenti: infatti per molti anni Sierra Tonante era un elemento di rilievo dello skyline di Mirabilandia.

## Categorie
Esistono molteplici categorie di parchi divertimento:
- Acquari.
- Acquatici: sono presenti molte piscine dove si concludono percorsi di acquascivolo e fiumi artificiali, lenti o veloci. Altra classica attrazione è la piscina a onde: ampia vasca col fondale inclinato che riproduce una baia marina, in cui il moto ondoso è creato artificialmente.
- Parco avventura: parchi ambientati in boschi, con percorsi sospesi sugli alberi costituiti da giochi di equilibrio da svolgere in sicurezza grazie ad imbragature e moschettoni.
- Delfinari.
- Faunistici, vedi Zoo.
- In miniatura: vengono ricostruiti in scala ridotta monumenti famosi, intere città, ambienti naturali.
- Meccanici: con giostre di tipo permanente e quindi di grandi dimensioni.
- Tematici: vengono riprodotti scenari e spettacoli a tema.
- Virtuali: riproduzioni di parchi a tema realizzati in 2D o 3D per scopi ludici o didattici.

## Elenco parziale di parchi di divertimento

### Italia
| Nome                          | Località                             | Anno di apertura         |
| Tematici/meccanici            | Tematici/meccanici                   | Tematici/meccanici       |
| ----------------------------- | ------------------------------------ | ------------------------ |
| Gardaland Park                | Castelnuovo del Garda                | 1975                     |
| Mirabilandia                  | Ravenna                              | 1992                     |
| MagicLand                     | Valmontone                           | 2011                     |
| Leolandia                     | Capriate San Gervasio                | 1971                     |
| Movieland Park                | Lazise                               | 2002                     |
| Cinecittà World               | Castel Romano                        | 2014                     |
| Zoomarine                     | Pomezia                              | 2005                     |
| Cavallino Matto               | Castagneto Carducci                  | 1967                     |
| Etnaland ThemePark            | Belpasso                             | 2013                     |
| Fiabilandia                   | Rimini                               | 1966                     |
| Italia in Miniatura           | Rimini                               | 1970                     |
| Cowboyland                    | Voghera                              | 1995                     |
| Edenlandia                    | Napoli                               | 1965                     |
| Safari Park                   | Pombia                               | 1976                     |
| Fasanolandia                  | Fasano                               | 1973                     |
| Roma World                    | Castel Romano                        | 2020                     |
| Carrisiland                   | Cellino San Marco                    | -                        |
| Acquatici                     |                                      |                          |
| Aqualand                      | Vasto                                | -                        |
| Caribe Bay                    | Jesolo                               | 1989                     |
| Caneva                        | Lazise                               | 1982                     |
| Etnaland AcquaPark            | Belpasso                             | 2001                     |
| Aquafan                       | Riccione                             | 1987                     |
| Acquaworld                    | Concorezzo                           | 2011                     |
| Mirabeach                     | Ravenna                              | 2003                     |
| Ondaland                      | Vicolungo                            | 2005                     |
| Aqua World                    | Castel Romano                        | 2021 (Presente dal 2019) |
| Legoland Water Park Gardaland | Castelnuovo del Garda                | 2021                     |
| Acqua Village                 | Cecina / Follonica                   | -                        |
| Aqua In                       | Carovigno                            | -                        |
| Carrisiland Waterpark         | Cellino San Marco                    | -                        |
| Faunistici/didattici          |                                      |                          |
| Acquario di Genova            | Genova                               | 1992                     |
| Oltremare                     | Riccione                             | 2004                     |
| Parco Natura Viva             | Bussolengo                           | 1969                     |
| Sea Life                      | Castelnuovo del Garda / Jesolo/ Roma | 2008 / 2011/ 2022        |
| Zoom Torino                   | Piscina                              | 2009                     |
| Parco faunistico Le Cornelle  | Valbrembo                            | 1981                     |
| Zoosafari                     | Fasano                               | 1973                     |
| Parco della Preistoria        | Belpasso                             | 2019                     |

#### Snow Park
| Nome                  | Località      | Anno di apertura |
| --------------------- | ------------- | ---------------- |
| Il regno del Ghiaccio | Castel Romano | 2018             |

### Resort
| Nome                   | Parchi | Hotel                                                                 | Località              | Anno di apertura |
| ---------------------- | --- | --------------------------------------------------------------------- | --------------------- | ---------------- |
| Gardaland Resort       | - Gardaland Park (tematico) - Sea life Aquarium (acquario indoor) - Legoland Water Park Gardaland (acquatico)     | - Gardaland Hotel - Gardaland Adventure Hotel - Gardaland Magic Hotel | Castelnuovo del Garda | 1975             |
| CanevaWorld Resort     | - Movieland Park (tematico) - Caneva Acquapark (acquatico)                                                        | N.D                                                                   | Lazise                | 1982             |
| Mirabilandia Resort    | - Mirabilandia (tematico) - Mirabeach (acquatico)                                                                 | N.D                                                                   | Ravenna               | 1992             |
| Zoosafari Fasanolandia | - Zoosafari (zoo) - Fasanolandia (meccanico)                                                                      | N.D                                                                   | Fasano                | 1973             |
| Etnaland               | - Acquapark (acquatico) - Themepark (tematico) - Parco della preistoria (faunistico)                              | N.D                                                                   | Belpasso              | 2001             |
| Cinecittà World Resort | - Cinecittà World (tematico) - Roma World (tematico) - Aqua World (acquatico) - Il Regno del Ghiaccio (snow park) | - Tende Romane                                                        | Castel Romano         | 2014             |

### Europa
| Nome                                                          | Località                               | Anno di apertura   |
| ------------------------------------------------------------- | -------------------------------------- | ------------------ |
| Alton Towers Alton Towers Waterpark                           | Alton                                  | 1980               |
| Bakken                                                        | Lyngby-Taarbæk                         | 1583               |
| Blackpool Pleasure Beach                                      | Blackpool                              | 1896               |
| Bobbejaanland                                                 | Lichtaart                              | 1961               |
| Conny-Land                                                    | Lipperswil                             | 1983               |
| Chessington World of Adventures                               | Chessington                            | 1931               |
| Disneyland Paris - Disneyland Park - Walt Disney Studios Park | Marne-la-Vallée                        | 1992               |
| Dream Island                                                  | Mosca                                  | 2019               |
| Energylandia                                                  | Zator                                  | 2014               |
| Efteling                                                      | Kaatsheuvel                            | 1952               |
| Europa-Park Rulantica                                         | Rust                                   | 1975               |
| Futuroscope                                                   | Chasseneuil-du-Poitou e Januay-Marigny | 1987               |
| Gröna Lund                                                    | Stoccolma                              | 1883               |
| Hansa-Park                                                    | Sierksdorf                             | 1977               |
| Heide Park                                                    | Soltau                                 | 1978               |
| Legoland                                                      | Billund / Windsor / Günzburg           | 1968 / 1996 / 2002 |
| Liseberg                                                      | Göteborg                               | 1923               |
| Linnanmäki                                                    | Helsinki                               | 1950               |
| Movie Park Germany                                            | Bottrop                                | 1996               |
| Parc Astérix                                                  | Plailly                                | 1989               |
| Parque Warner Madrid Parque Warner Beach                      | San Martín de la Vega                  | 2002               |
| Phantasialand                                                 | Brühl                                  | 1967               |
| Plopsaland Belgium Plopsaqua                                  | De Panne                               | 2000               |
| Plopsaland Deutschland                                        | Haßloch                                | 1971               |
| PortAventura World - PortAventura Park - Ferrari Land         | Salou                                  | 1995               |
| Puy du Fou                                                    | Les Epesses                            | 1977               |
| Terra Mítica                                                  | Benidorm                               | 2000               |
| Thorpe Park                                                   | Chertsey e Staines-upon-Thames         | 1979               |
| Tivoli Gardens                                                | Copenaghen                             | 1843               |
| Toverland                                                     | Horst aan de Maas                      | 2001               |
| Tripsdrill                                                    | Cleebronn                              | 1929               |
| Tusenfryd                                                     | Vinterbro                              | 1988               |
| Walibi                                                        | Wavre / Biddinghuizen / Les Avenières  | 1975 / 1971 / 1979 |
| Wurstelprater                                                 | Vienna                                 | 1766               |

### America
| Nome | Località | Anno di apertura                                                             |
| Stati Uniti d'America | Stati Uniti d'America | Stati Uniti d'America                                                        |
| --- | --- | ---------------------------------------------------------------------------- |
| Disneyland Resort - Disneyland Park - Disney California Adventure                                                                                           | California: Anaheim | 1955                                                                         |
| Walt Disney World Resort - Magic Kingdom - EPCOT - Disney's Hollywood Studios - Disney's Animal Kingdom - Disney's Blizzard Beach - Disney's Typhoon Lagoon | Florida: Bay Lake | 1971                                                                         |
| Universal Orlando Resort - Universal Studios Florida - Universal's Islands of Adventure - Universal's Volcano Bay                                           | Florida: Orlando | 1990                                                                         |
| Universal Studios Hollywood | California: Los Angeles | 1964                                                                         |
| Busch Gardens Adventure Island / Water Country USA | Florida: Tampa / Virginia: Williamsburg | 1959 / 1975                                                                  |
| SeaWorld Aquatica | Florida: Orlando / California: San Diego / Texas: San Antonio | 1973 / 1964 / 1988                                                           |
| Dollywood Dollywood's Splash Country | Tennessee: Pigeon Forge | 1986                                                                         |
| Silver Dollar City White Water Branson | Missouri: Branson | 1960                                                                         |
| Six Flags Six Flags Hurricane Harbor | Massachusetts: Agawam Texas: Arlington, San Antonio Georgia: Austell California: Vallejo, Santa Clarita Missouri: Eureka Maryland: Largo New Jersey: Jackson Illinois: Gurnee New York: Darien | - 1870 - 1961 / 1992 - 1967 - 1968 / 1971 - 1971 - 1973 - 1974 - 1976 - 1981 |
| Legoland | California: Carlsbad / Florida: Winter Haven / New York: Goshen | 1999 / 2011 / 2021                                                           |
| Hersheypark | Pennsylvania: Hershey | 1906                                                                         |
| Knott's Berry Farm Knott's Soak City | California: Buena Park | 1920                                                                         |
| Cedar Point Cedar Point Shores | Ohio: Sandusky | 1870                                                                         |
| Kings Island | Ohio: Mason | 1972                                                                         |
| California's Great America | California: Santa Clara | 1976                                                                         |
| Carowinds | Carolina del Nord: Charlotte | 1973                                                                         |
| Dorney Park | Pennsylvania: Allentown | 1884                                                                         |
| Kings Dominion | Virginia: Doswell | 1975                                                                         |
| Worlds of Fun | Missouri: Kansas City | 1973                                                                         |
| Lagoon | Utah: Farmington | 1886                                                                         |
| Altri Paesi | |                                                                              |
| Canada's Wonderland | Vaughan | 1981                                                                         |
| La Ronde | Montréal | 1967                                                                         |
| Six Flags México | Città del Messico | 1982                                                                         |
| Parque Xcaret | Cancún | 1991                                                                         |
| Beto Carrero World | Penha | 1991                                                                         |

### Asia
| Nome                                                     | Località                               | Anno di apertura            |
| -------------------------------------------------------- | -------------------------------------- | --------------------------- |
| Adlabs Imagica                                           | Khopoli                                | 2013                        |
| Bollywood Parks Dubai                                    | Dubai                                  | 2016                        |
| Chimelong Ocean Kingdom                                  | Zhuhai                                 | 2014                        |
| Everland                                                 | Yongin                                 | 1976                        |
| Fantawild Adventure                                      |                                        |                             |
| Ferrari World Abu Dhabi                                  | Abu Dhabi                              | 2010                        |
| Fuji-Q Highland                                          | Fujiyoshida                            | 1968                        |
| Genting SkyWorlds                                        |                                        | 2021                        |
| Happy Valley                                             |                                        |                             |
| Hong Kong Disneyland                                     | Hong Kong                              | 2005                        |
| IMG Worlds of Adventure                                  | Dubai                                  | 2016                        |
| Legoland                                                 | Iskandar Puteri Dubai Nagoya Chuncheon | - 2012 - 2016 - 2017 - 2022 |
| Lotte World                                              | Seul                                   | 1989                        |
| MAPS Perak                                               | Ipoh                                   | 2017                        |
| Motiongate Dubai                                         | Dubai                                  | 2016                        |
| Nagashima Spa Land                                       | Kuwana                                 | 1966                        |
| Ocean Park Hong Kong                                     | Hong Kong                              | 1977                        |
| SeaWorld Abu Dhabi                                       | Abu Dhabi                              | 2022                        |
| Shanghai Disneyland                                      | Shanghai                               | 2016                        |
| Tokyo Disney Resort - Tokyo Disneyland - Tokyo DisneySea | Urayasu                                | 1983                        |
| Tokyo Dome City Attractions                              | Tokyo                                  | 1958                        |
| Trans Studio                                             |                                        |                             |
| Universal Studios                                        | Osaka / Singapore / Pechino            | 2001 / 2010 / 2021          |
| Warner Bros. World Abu Dhabi                             | Abu Dhabi                              | 2018                        |

## Glossario
- Resort
- Montagne russe
  - Inverted coaster
- Free fall tower
- Treno fantasma
- Animatronica
- Acquascivolo
- Half pipe
- Horror House
- Calcinculo